# Leibniz-Rechenzentrum

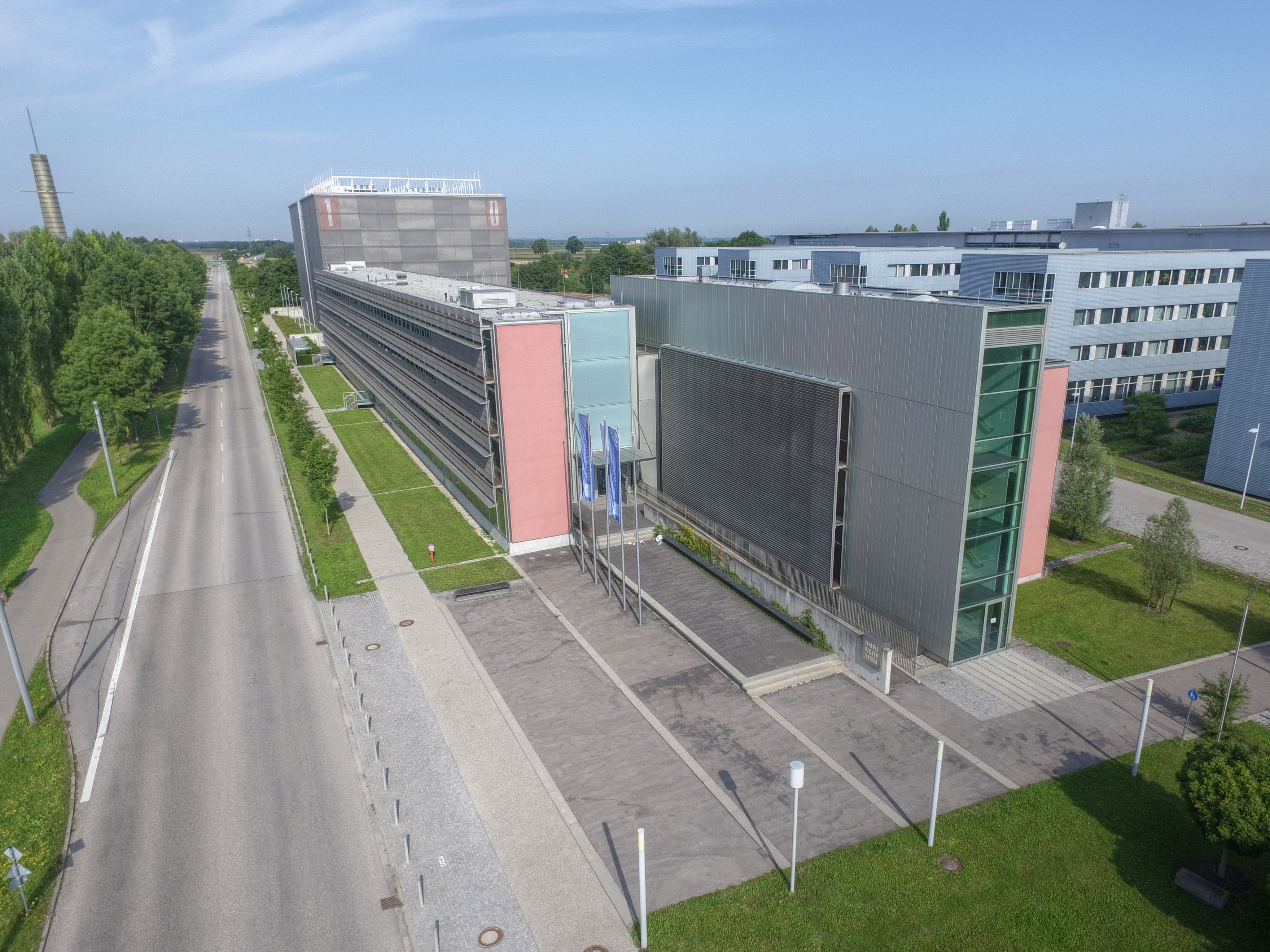
Im Vordergrund das Institutsgebäude, hinten das Rechnergebäude

Das Leibniz-Rechenzentrum (LRZ) der Bayerischen Akademie der Wissenschaften in Garching bei München ist das zentrale Rechenzentrum der beiden Münchner Landesuniversitäten Ludwig-Maximilians-Universität München und Technische Universität München und der Akademie der Wissenschaften. Über das LRZ sind die Hochschule für angewandte Wissenschaften München und viele andere akademische Einrichtungen im Großraum München an das Münchner Wissenschaftsnetz angeschlossen. Träger ist die Bayerische Akademie der Wissenschaften, das LRZ ist organisatorisch ein Akademieinstitut.
An ihm sind fast 260 Mitarbeiter (Stand 2019) beschäftigt. Das LRZ betreibt Hoch- und Höchstleistungsrechner.

## Geschichte
Das LRZ wurde 1962 mit dem Namen „Kommission für elektronisches Rechnen“ gegründet; der heutige Name geht auf Gottfried Wilhelm Leibniz zurück. Trotz seines Namens ist das LRZ nicht Mitglied der Leibniz-Gemeinschaft. Organisiert ist das LRZ unter anderem im Gauss Centre for Supercomputing (GCS).

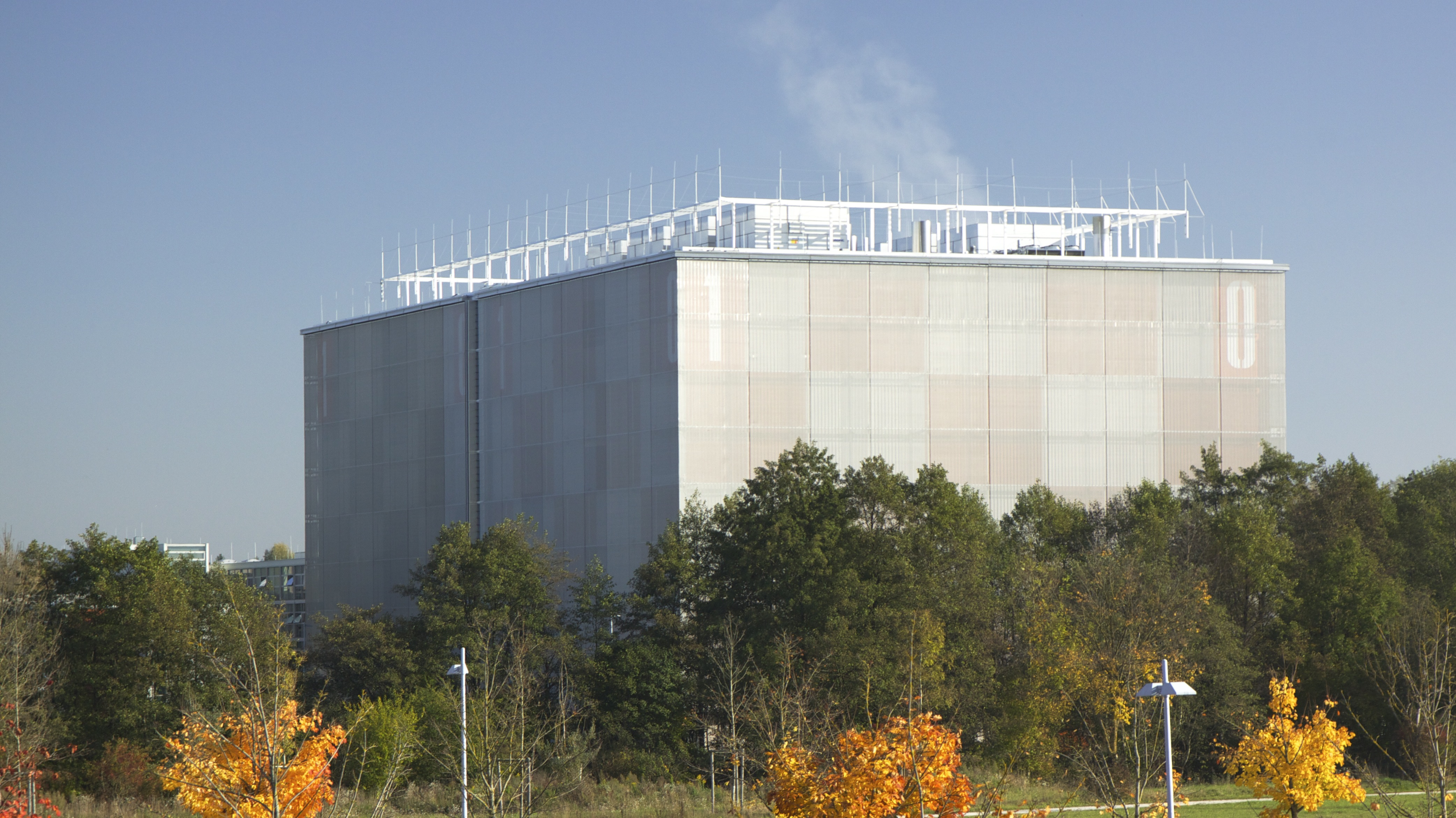
LRZ-Rechnergebäude („Twin Cube“)

Im Jahre 2006 zog das LRZ von München nach Garching bei München um, wo es bereits 2010 baulich erweitert wurde. Der neue Standort gliedert sich in zwei Instituts-Trakte mit etwa 8700 m² Nutzfläche, einen Hörsaal-Trakt mit ungefähr 1600 m² und den erweiterten Rechnerwürfel („Twin Cube“) mit rund 3200 m² klimatisierter Rechnerstellfläche sowie 6400 m² zusätzlicher Infrastrukturfläche.

## Höchstleistungsrechnen

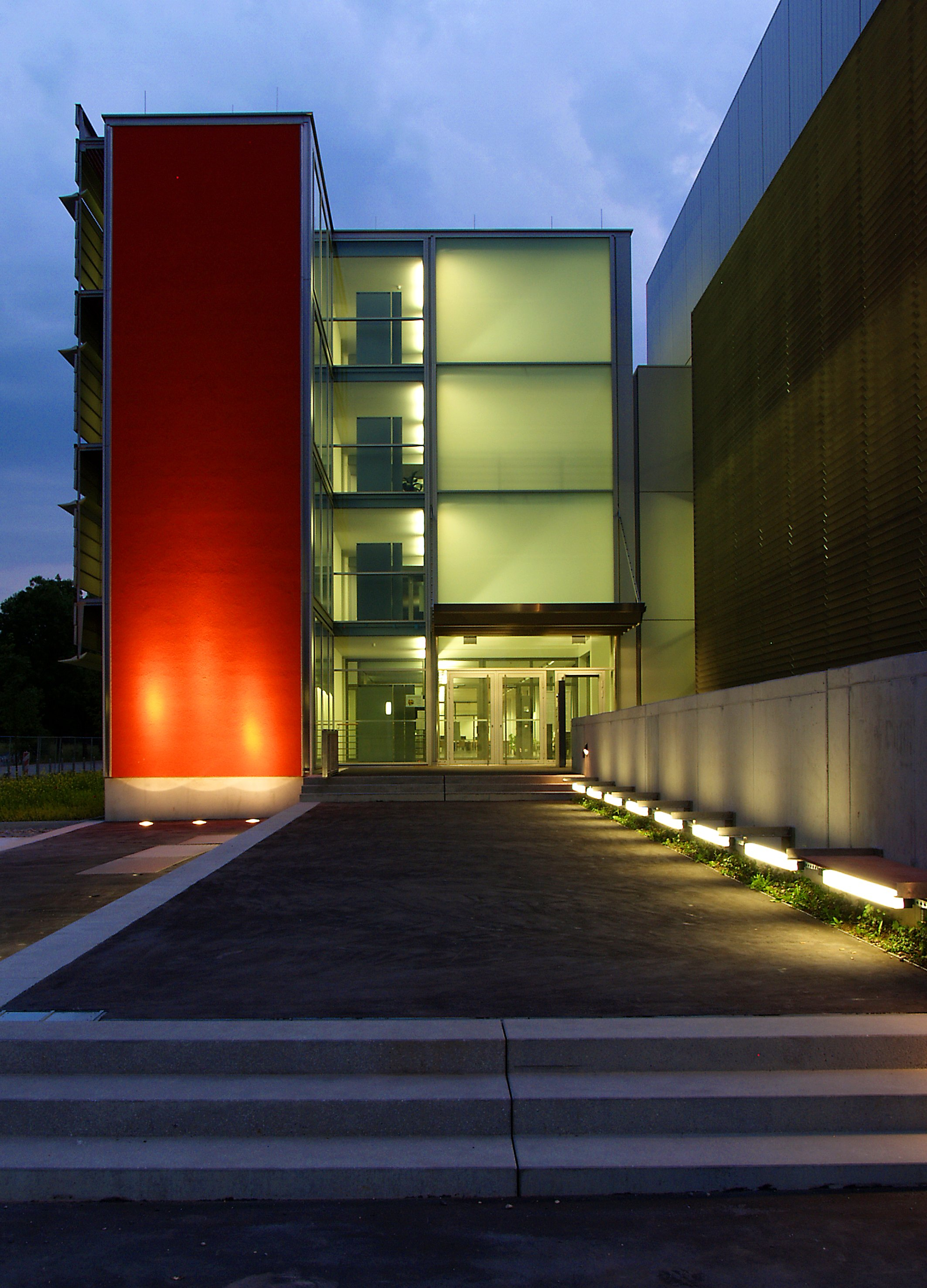
Eingang zum LRZ

### Höchstleistungsrechner

#### 2000er-Jahre: HLRB-I und HLRB-II
Der Höchstleistungsrechner Bayern I (HLRB-I) basierte auf einer Hitachi SR8000-F1/168:
1512 Power-3 Prozessoren mit jeweils 375 MHz aufgeteilt in 168 SMP-Knoten mit je 9 CPUs (8 nutzbar), 2 TFlop/s Peak Performance (1,7 TFlop/s LINPACK), 1,4 TByte Arbeitsspeicher, 10 TByte Festplattenspeicher. Als Betriebssystem wurde HI-UX verwendet. Bei der Inbetriebnahme im Jahr 2000 erreichte er bereits in der ersten Ausbaustufe mit 112 Knoten 1029 GFlop/s (LINPACK) und war damit der schnellste Rechner Europas. 2002 erreichte er in der letzten Ausbaustufe Platz 14 in der TOP500 und war damit der schnellste Rechner Deutschlands. Im Juni 2006 wurde er wegen der Anschaffung des HLRB-II stillgelegt.
Der Höchstleistungsrechner Bayern II (HLRB-II) basierte auf einer SGI Altix 4700 mit 9728 Intel Itanium 2 Prozessorkernen in 19 SMP-Knoten mit je 512 CPU-Kernen, 62,3 TFlop/s Peak Performance (Rpeak), 39 TByte Arbeitsspeicher und 600 TByte Festplattenspeicher.

#### 2012: SuperMUC

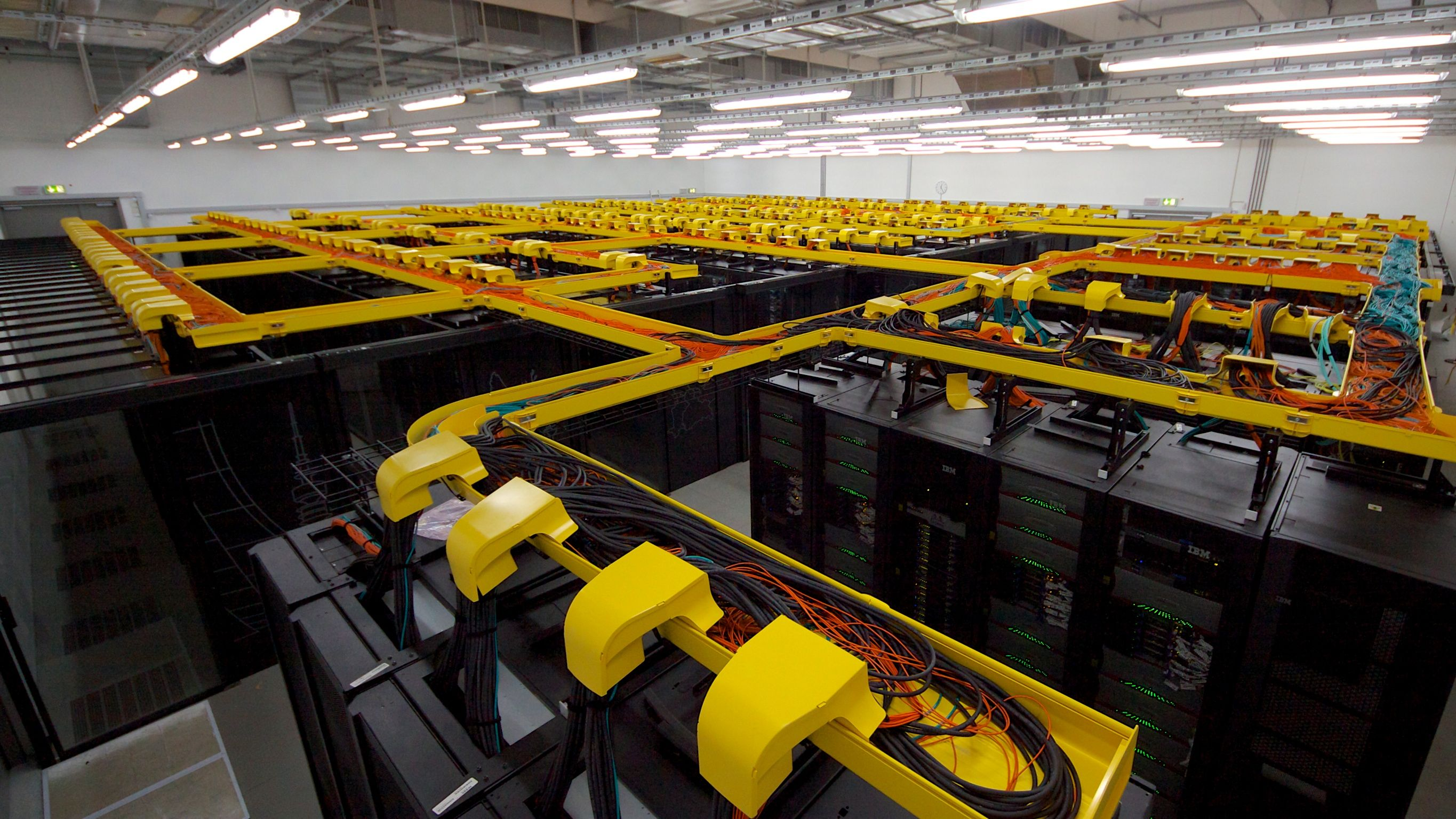
SuperMUC

Im Juli 2009 wurde die Erweiterung des Rechenzentrums um einen zweiten Höchstleistungsrechner, den SuperMUC, beschlossen. Dabei wurde ein zweites, ebenfalls würfelartiges Gebäude direkt an dem 2006 fertiggestellten Rechnerwürfel angebaut. Die Kosten für die Erweiterung betrugen ca. 135 Millionen Euro und wurden vom Bund und dem Freistaat Bayern getragen. Am 20. Juli 2012 wurde der SuperMUC im Rahmen eines Festakts zum 50. Geburtstag des LRZ mit Bundesministerin Annette Schavan und dem bayerischen Wissenschaftsminister Wolfgang Heubisch offiziell in Betrieb genommen. SuperMUC ist zu diesem Zeitpunkt mit mehr als 3 Petaflops Rechenleistung Platz 40 auf der Liste der Computer mit der größten Rechenleistung weltweit. Im nationalen Vergleich belegt es nach dem Höchstleistungsrechenzentrum Stuttgart [HLRS] (Platz 17) und dem Neumann-Instituts für Computing [NIC] (Platz 21) in Jülich den dritten Platz. Alle drei genannten Höchstleistungsrechenzentren sind im Gauss Centre for Supercomputing zusammengeschlossen.
SuperMUC wurde in einer „Phase 2“ um weitere 3 Petaflops Rechenleistung ausgebaut und am 29. Juni 2015 in Betrieb genommen.
Im Juni 2019 nahm der Nachfolger SuperMUC-NG Platz 9 der TOP500-Liste der weltbesten Rechner ein. Er ist damit der schnellste Rechner in der Europäischen Union und zweitschnellster Rechner in Europa (nach dem Piz Daint in der Schweiz).
SuperMUC wird mit warmem Wasser gekühlt und ist daher einer der energieeffizientesten Supercomputer der Welt.
Im Rahmen des LCG ist das LRZ eine Tier-2 Institution.
Das Leibniz-Rechenzentrum unterstützt mit dem SuperMUC das Munich Quantum Valley.
Am LRZ steht seit 2024 ein Ionenfallen-Quantencomputer für neuartige Forschungsaufgaben bereit.

## Forschungsgebiete

### Linux-Cluster
Der LRZ-Linux-Cluster ist unter anderem mit über 10.000 Intel-Haswell-Prozessorkernen (Xeon E5-2697 v3) in knapp 400 Knoten (28 Kerne pro Knoten), sowie knapp 10.000 Intel-Knights-Landing-Prozessorkernen in knapp 150 Knoten (64 Kerne pro Knoten) ausgestattet und dient hauptsächlich der HPC-Versorgung der Universitäten aus Bayern, isb. der Münchner Universitäten. Die akkumulierte Spitzenleistung aller Systemteile beträgt etwas unter 1 PFlop/s.

## Dienste
Neben Diensten für das Höchstleistungsrechnen bietet das Rechenzentrum eine Vielzahl von Diensten für Hochschulangehörige an, so unter anderem:
- kostenfreie Wege ins Internet über Funk-LAN und Hotspots an vielen Standorten des Hochschulnetzes
- Datenspeicher zur persönlichen und gemeinsamen Nutzung für Studium und wissenschaftliche Projekte, einschließlich Synchronisation auf verschiedenen Endgeräten (LRZ Sync+Share)
- WLAN-Arbeitsplätze für Notebooks
- Cloud Computing
- Zentrum für Virtuelle Realität und Visualisierung
- Posterdruck
- Software und Schriften
- Kurse
- Webhosting (nur für Hochschuleinrichtungen)